# Municipio de Freedom (Arkansas)
El municipio de Freedom (en inglés: Freedom Township) es un municipio ubicado en el condado de Polk en el estado estadounidense de Arkansas. En el año 2010 tenía una población de 482 habitantes y una densidad poblacional de 4,93 personas por km².

## Geografía
El municipio de Freedom se encuentra ubicado en las coordenadas 34°38′2″N 94°23′8″O / 34.63389, -94.38556. Según la Oficina del Censo de los Estados Unidos, el municipio tiene una superficie total de 97.72 km², de la cual 96,71 km² corresponden a tierra firme y (1,03 %) 1,01 km² es agua.

## Demografía
Según el censo de 2010, había 482 personas residiendo en el municipio de Freedom. La densidad de población era de 4,93 hab./km². De los 482 habitantes, el municipio de Freedom estaba compuesto por el 96,68 % blancos, el 0,21 % eran afroamericanos, el 0,62 % eran amerindios, el 0,21 % eran asiáticos y el 2,28 % eran de una mezcla de razas. Del total de la población el 0,41 % eran hispanos o latinos de cualquier raza.